# Campaña de Goyeneche en el Alto Perú (1809)
La Campaña de Goyeneche en el Alto Perú (1809) representa la primera campaña militar del ejército Real del Perú durante el desarrollo de las Guerras de Independencia Hispanoamericanas
 José Manuel de Goyeneche había comenzado su carrera como administrador, siendo nombrado presidente del Cuzco por el virrey del Perú, José Fernando de Abascal y Sousa y coincidentemente recibió por esos días un nombramiento similar, dispuesto por el virrey del Río de la Plata Baltasar Hidalgo de Cisneros, para la provincia de Charcas, al que tuvo que renunciar. La Revolución de Chuquisaca (25 de mayo), los alzamientos en La Paz (16 de julio), la formación de una Junta Tuitiva, supusieron un cambio radical en el papel de Goyeneche que pasaría a convertirse en comandante en jefe de un naciente ejército encargado de tomar la ciudad de La Paz. Por el sur el general Vicente Nieto, enviado por el virrey del Río de la Plata, se encargaría de pacificar la ciudad de Chuquisaca.

## Movilización del virreinato del Perú
El virrey Abascal ordenó al Brigadier Goyeneche que tomase el mando en persona de las tropas que se estaban reuniendo en Cuzco, para dirigirse con ellas hacia la ciudad de La Paz. La tarea que se le encomendaba no era fácil. En todo el virreinato no existían unidades europeas, por lo que sólo podría contar con la Milicia del Cuzco, Puno y Arequipa, compuestas esencialmente por tropas indígenas peruanas, aparte de un puñado de hombres que el virrey le pudiera enviar del único cuerpo de tropas regulares que había el Perú, un cuerpo fijo americano, el Regimiento Real de Lima.
Goyeneche recibió la entusiasta adhesión de la nobleza cuzqueña, que se ofrecía a unirse a su ejército de milicias para ir a luchar contra los revolucionarios del Alto Perú. Goyeneche pudo reunir a los futuros oficiales peruanos que formarían el núcleo del mando realista, entre ellos: el coronel don Francisco Picoaga, el teniente coronel Campero y el capitán Lechuga. Desde Arequipa, su tierra natal, partían doscientos hombres al mando de don Pío Tristán. 
En cuanto al propio Goyeneche, aunque era brigadier, tampoco estaba especialmente preparado para cumplir su misión, realmente nunca jamás había estado en combate en toda su vida, y apenas había servido en la práctica con ninguna unidad. Tenía, en cambio, la gran ventaja de su origen peruano y la influencia de su familia en la región. Tuvo la fortuna de verse rodeado además por otros oficiales peruanos, como Tristán, Picoaga, Lombera y otros, que llegarían a figurar entre los mejores jefes realistas.  
Se reclutaron en total 800 hombres de milicias, de los cuales, 330 eran de caballería, reunieron siete cañones y 200 cajones de armas con fusiles, pistolas y sables y el suficiente número de armas para alistar más soldados que pudieran incorporar en el trayecto. Este ejército de milicias, sin embargo, tenía un valor militar no acreditado en combate, un escaso grado de adiestramiento y su problemática disciplina, teniendo en cuenta que, como mucho, sólo hacían la instrucción una vez a la semana, tal como hacían las tropas de milicias normalmente. Su lealtad, por otro lado, también estaba por verificar, siendo toda la tropa y la inmensa mayoría de los mandos, americanos que iban a enfrentar otros americanos del bando revolucionario. Siguiendo instrucciones de Abascal, se dirigió al pueblo de Zepita, en la región de Puno, que servía de cuartel para el depósito de tropas, donde este ejército se entregó a un entrenamiento intensivo y la reorganización y uniformidad de esta improvisada y heterogénea fuerza militar. Goyeneche llegó a reunir hasta dos mil quinientos hombres procedentes de doce Cuerpos milicianos distintos. En esta organización sólo había doscientos veteranos del Regimiento Real de Lima, también americanos leales.

### Toma del Puente de Desaguadero
Mientras Goyeneche realizaba sus preparativos, envió un destacamento al río Desaguadero, en límite de la frontera de ambos virreinatos, para cerrar el paso a los insurrectos y dejar abierto el camino para la marcha del ejército. El día 16 de septiembre, el teniente coronel Fermín Piérola se posesionó del Puente de Desaguadero con 100 hombres y dos cañones de a lomo, desalojando a los defensores patriotas y el 19  a este punto llegó como refuerzo el Coronel Juan Ramírez Orozco, que venía de Huarochirí. 
Durante este periodo se mantuvieron conferencias en el Desaguadero con los comisionados de los revolucionarios de La Paz, acordándose una solución pacífica, pero por este motivo tuvo lugar una contrarrevolución, y el arresto del coronel Pedro Domingo Murillo acusado de pactar con Goyeneche una capitulación. El cabecilla del movimiento era el teniente coronel Pedro Indaburu, que se hizo con el mando de las tropas, provocando el caos en la ciudad. El caudillo José Gabriel Castro acabó con la contrarrevolución de Indaburu que terminó con la muerte de este. Así terminaron las negociaciones y Goyeneche determinó la marcha del ejército peruano hacia La Paz.     

### Batalla de Chacaltaya (25 de octubre de 1809)

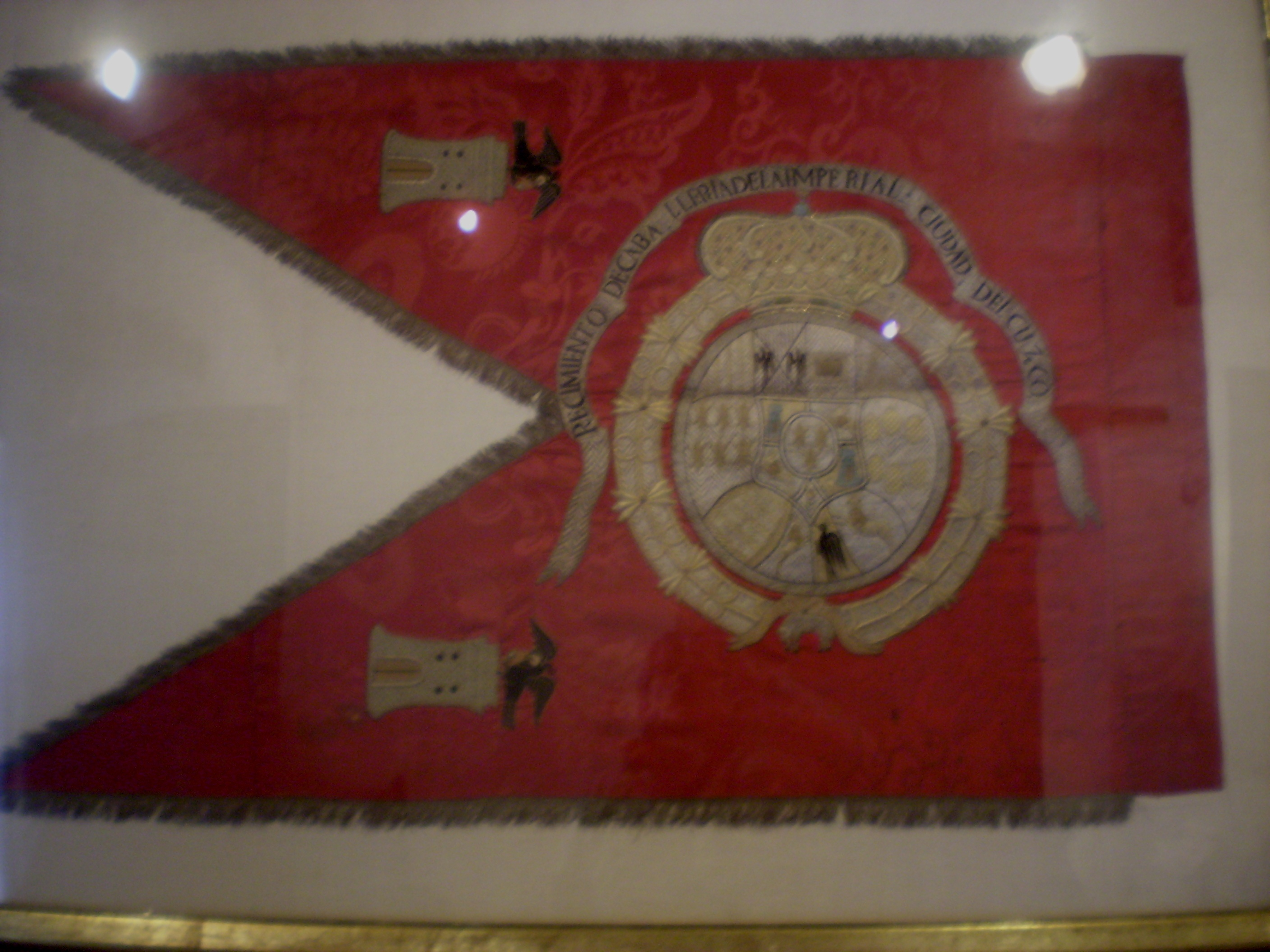
Estandarte de Caballería. Regimiento de la Imperial Ciudad del Cuzco.

Goyeneche, tras el infructuoso esfuerzo de negociar con los sublevados de la Junta Tuitiva, emprendió la marcha en dirección de la ciudad de La Paz, en la que entró, después de haber vencido la resistencia enemiga el 25 de octubre de 1809 en las alturas de Chacaltaya, donde se libró la primera batalla por la independencia en América.
En sus primeros movimientos dispuso como descubierta una serie de guerrillas para reconocer a los enemigos. Al aproximarse las tropas peruanas los puestos avanzados de los revolucionarios emprendieron una retirada. Entonces Goyeneche ordenó el ataque de cincuenta granaderos a caballo, para que persiguieran dichas tropas e impidieran su reorganización, sucesivamente llegaron 400 jinetes del regimiento de caballería de Milicia urbana de Lampa, mandados por su teniente coronel don Narciso Basagoitia, a los que se unió el propio Goyeneche con una columna de tropas. 
Al amanecer del día 25 las fuerzas realistas peruanas llegaron al lugar donde se reorganizaban las tropas paceñas bajo las órdenes de sus jefes peninsulares, Castro, Francisco Iriarte y Juan Antonio Figueroa, en los altos de Chacaltaya, cerca de la ciudad; allí el ejército de Goyeneche marchando por el camino de Chacaltaya fue recibido con fuego de artillería dirigido por el comandante insurgente, el capitán Figueroa, español al servicio de la causa de la Revolución. Los peruanos soportaron el fuego marchando sobre las líneas rebeldes que no pudieron resistir el ataque de la caballería de milicias de Tinta y de las guerrillas de Arica, que se lanzaron decididamente al asalto de las líneas enemigas y pusieron en retirada a sus defensores. Los revolucionarios se retiraron hacia los Valles de Yungas para proseguir con la lucha; dejando los rebeldes en el campo de batalla alrededor de 200 hombres entre muertos, heridos y prisioneros.
Goyeneche dejó al coronel Fermín Piérola al frente de 300 hombres en el mismo campo de batalla e inmediatamente organizó la entrada en la capital. El brigadier Pío Tristán, con la mitad de la vanguardia, entró por el camino de Lima, mientras Goyeneche lo hacia por el de Potosí y Juan Ramírez Orozco acampaba en los Altos con las divisiones del centro y retaguardia y la artillería.

### Combate de Chicaloma (11 de noviembre de 1809)
En los siguientes días, partidas persiguieron a los núcleos contrarios que aún quedaban. A su marcha de la ciudad de La Paz los insurgentes se llevaron 40.000 pesos de los fondos de las Cajas Reales. Los rebeldes marcharon al territorio de los Yungas y se fortificaron principalmente en los puntos de Pacallo, Chulumani y Coroico, adonde; según noticias recibidas, se dirigían Lanza y Gabriel Antonio de Castro. Goyeneche envió tras ellos el 30 de octubre al coronel Domingo Tristán con una fuerza de 500 hombres sobre Irupana que había logrado resistir a los rebeldes gracias al esfuerzo del obispo La Santa y al capitán español Joaquín Revuelta. El 14 de noviembre otra fuerza de 300 hombres al mando de Narciso Basagoitia fue enviada a la vecina Chulumani. 
Los  rebeldes  que  huyeron,  entre  los  meses  de  octubre  y  noviembre,  fueron derrotados   por   el   coronel   Domingo   Tristán   y   Moscoso   en los   combates   de Machamarquí,  Irupana  y  Chicaloma,   tras huir fueron sorprendidos por indígenas realistas a orillas del río Totorani, asesinados y degollados. Muriendo Manuel Victorio  García de  Lanza  y Antonio  de  Castro.  El caudillo revolucionario Pedro Murillo,  que había logrado  huir inicialmente,  fue  capturado  en  Valle de Zongo,  en  diciembre,  lo  que  provocó  una  caída  en cascada de todos los demás jefes rebeldes.

## Condenas a los Revolucionarios de La Paz

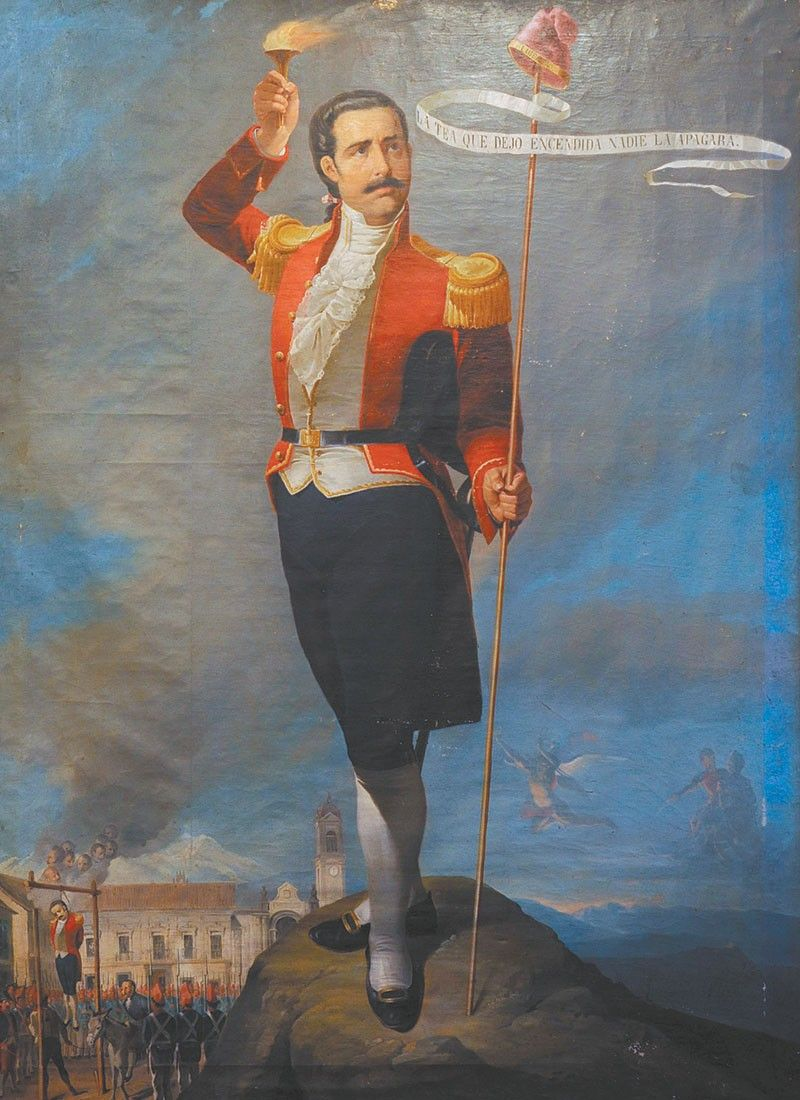
Ejecución de Murillo.

Por orden del virrey Abascal, y bajo el mando del brigadier Goyeneche en la ciudad de La Paz se sucedieron una serie de juicios sumarios, y un número de 86 de los revolucionarios en La Paz y sus cercanías que fueron condenados a penas de prisión, expropiación de sus bienes o destierro, siendo únicamente 10 de ellos el número de individuos ajusticiados, condenados a morir en la horca o garrote, entre ellos la cabeza de la rebelión Pedro Domingo Murillo.

## Consecuencias
En abril de 1810, el brigadier Goyeneche regresó al Cuzco tras una campaña militar de resultado favorable, haber organizado una fuerza efectiva en el sur del virreinato peruano y haber puesto fin al primer levantamiento del Alto Perú en el año 1809. Por Real Orden de 3 de diciembre de 1811 el gobierno le felicitó y premió por estos éxitos militares.